# Lionello Marco Pagnoncelli
Lionello Marco Pagnoncelli (Bottanuco, 26 settembre 1953) è un politico italiano.

## Biografia

### Attività politica
Dal 2004 al 2009 è consigliere della provincia di Bergamo nelle liste di Forza Italia, dal 2005 al 2008 è assessore prima ad Artigianato e Servizi e poi alla Qualità dell'ambiente della regione Lombardia. Alle elezioni politiche del 2006 è candidato al Senato nella circoscrizione Lombardia, ma non è eletto.

#### Elezione a senatore
Alle elezioni politiche del 2013 è candidato al Senato della Repubblica, nelle liste del Popolo della Libertà nella circoscrizione Lombardia, risultando tuttavia il secondo dei non eletti.
Diviene senatore il 3 giugno 2013 in seguito alle dimissioni di Mario Mantovani, nominato Vicepresidente della Regione Lombardia.
Il 16 novembre 2013, con la sospensione delle attività del Popolo della Libertà, aderisce a Forza Italia.
Il 30 maggio 2015 abbandona Forza Italia e aderisce a Conservatori e Riformisti, il nuovo movimento di Raffaele Fitto.
Dopo pochi mesi, il 30 gennaio 2016, abbandona Conservatori e Riformisti e aderisce ad Alleanza Liberalpopolare-Autonomie, la formazione centrista di Denis Verdini, nata per sostenere i governi Renzi e Gentiloni.
Non è più ricandidato in Parlamento nel 2018.